# Assalonne
Assalonne (anche Absalom, Abshalom o Abishalom, in ebraico אַבְשָׁלוֹם, che significa "il padre è pace"; Ebron, ... – Foresta di Efraim, ...; fl. XI secolo a.C.) è stato un nobile ebreo antico.

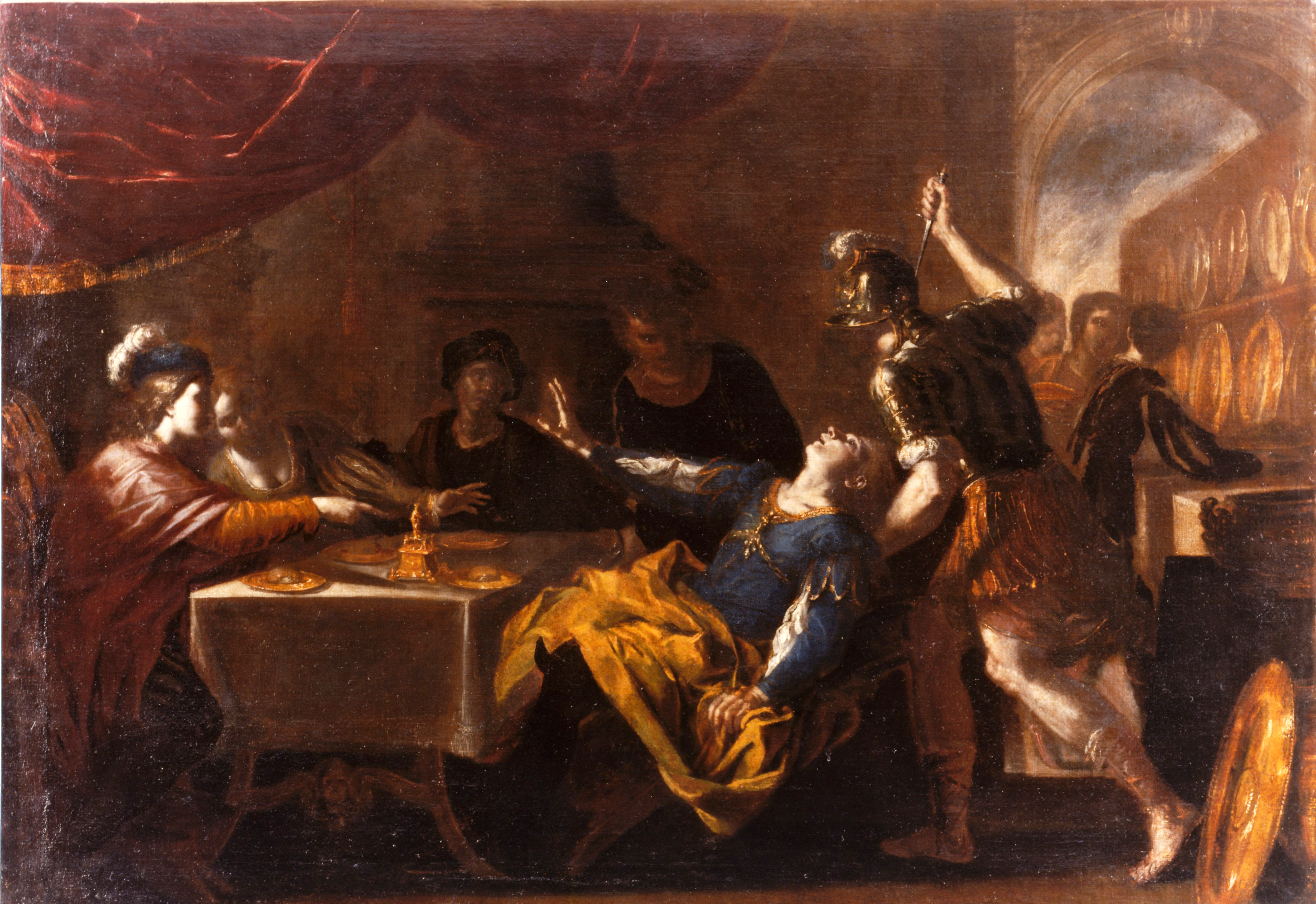
Il banchetto di Assalonne, dipinto del 1650 circa, attribuito a Niccolò de Simone.

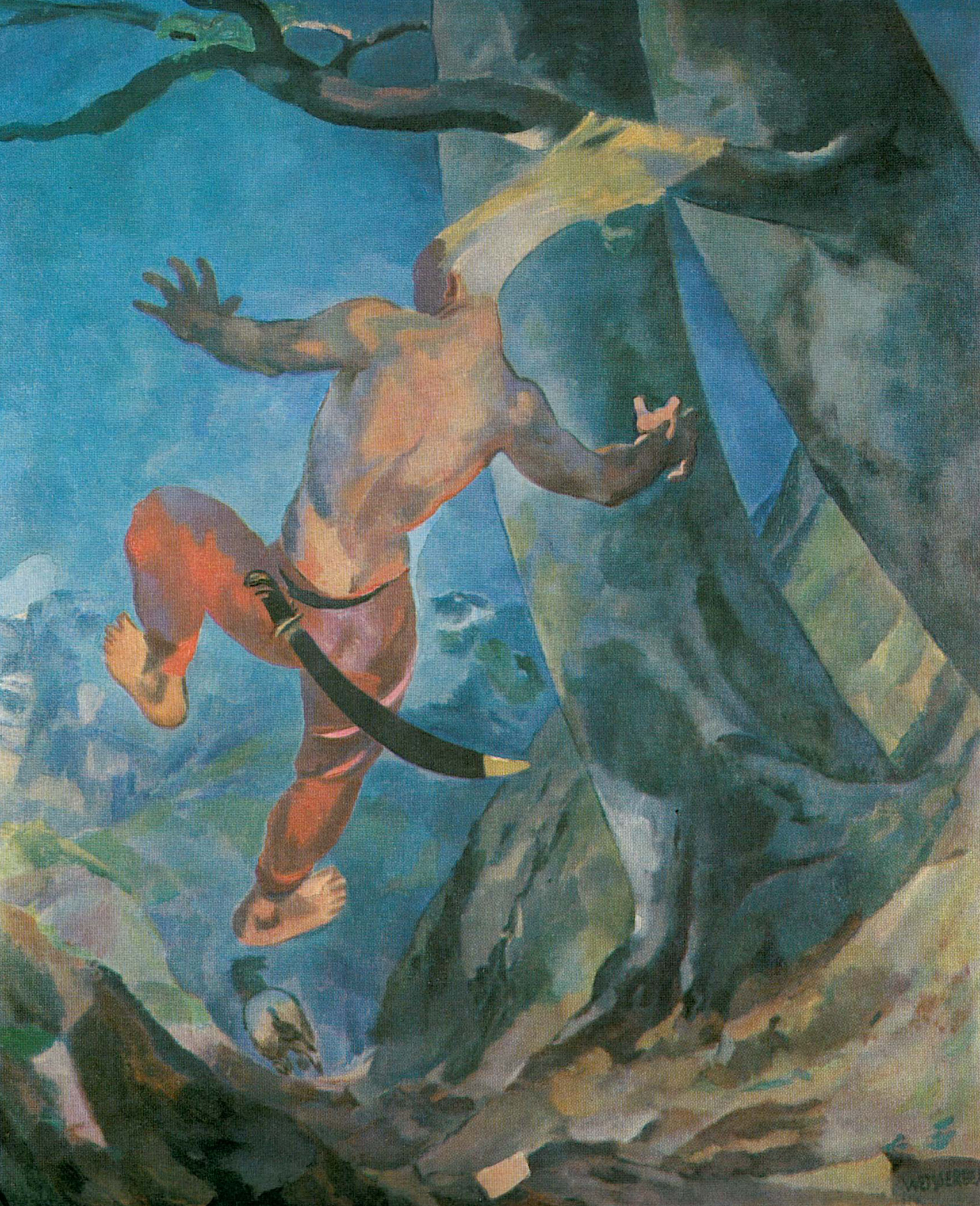
Assalonne impigliato con i capelli nel ramo di un albero - Illustrazione di Albert Weisgerber.

Fu pretendente al trono dell'antico regno d'Israele. Visse attorno al 1000 a.C. e viene citato nelle Scritture in: II Libro di Samuele, 3, 3; 13, 19; 20, 6; I Libro dei Re, 1, 6; 2, 7-28; 15, 2-10; I Libro delle Cronache, 3, 2; II Libro delle Cronache, 11, 20 e segg.; Salmi, 3,1.

## Nella Bibbia
Assalonne era figlio del re Davide e di una delle sue mogli, Maaca, che era figlia di Talmai, re arameo di Gheshur.
Nel secondo dei Libri di Samuele viene descritto come il più bell'uomo di Israele dal corpo perfetto e dai capelli lunghi e folti.
Assalonne entrò una prima volta in rotta con il padre a causa di sua sorella Tamar. Di questa si era invaghito Amnon, il figlio più anziano di Davide e di un'altra sua moglie, Achinoam di Izreel, l'aveva attirata con un inganno nelle sue stanze e l'aveva violentata. Poiché Davide non aveva fatto giustizia del crimine, Assalonne si vendicò uccidendo a tradimento il fratellastro durante un banchetto, e poi, temendo la reazione del padre, fuggì a Ghesur, presso il suo nonno materno. Attese tre anni che l'ira di Davide si placasse, finché, ottenendo come intercessore il generale Ioab, ricevette il perdono e poté fare ritorno a Gerusalemme.
Quattro anni più tardi, evidentemente persuaso che Davide fosse un re troppo debole, Assalonne iniziò a tramare per sottrargli la corona. Organizzò quindi un'insurrezione e costrinse il padre a fuggire da Israele, ritirandosi oltre il Giordano. Il principe si proclamò re e si appropriò anche di dieci concubine di Davide, che erano state lasciate indietro. A suo favore si schierarono membri della stessa tribù di Giuda, che si ritenevano trascurati dal re, come Amasa, nipote di Davide e cugino di Assalonne, e parenti del precedente re Saul, come Merib-Baal (sul punto però il testo biblico non è chiaro). Anche Achitofel, un consigliere di Davide, si schierò dalla sua parte e gli suggerì di inseguire subito il padre fuggiasco. Assalonne dette invece retta al discorso di Cusài l'Archita, che gli disse di temporeggiare, radunare un'armata e porsi lui stesso a capo di essa. Cusài era in verità una spia fedele al vecchio re, e il suo intervento permise alla fazione di Davide allo sbando di riorganizzarsi e muovere alla riscossa. Presso la Foresta di Efraim avvenne lo scontro decisivo e i seguaci di Assalonne furono battuti dai lealisti guidati da Ioab. Il principe stesso fuggì in groppa ad un mulo, ma i suoi lunghi capelli si impigliarono tra i rami di una quercia e lui rimase così appeso, venendo raggiunto. Davide aveva raccomandato ai suoi soldati di avere riguardo della vita del figlio ribelle, ma il suo generale, Ioab, ignorò l'ordine e trafisse il cuore ad Assalonne, lo fece staccare dall'albero e finire da dieci scudieri. Gli esegeti dell'interconfessionale Bibbia TOB osservano in merito a tale morte, descritta in 2Sam18,10-14; 18,15, come "si nota un disaccordo tra i vv. 10-14 e il v. 15 sulla morte di Assalonne. Il primo sviluppo sembra essere una versione tendenziosa, impregnata di ideologia regale e ostile a Ioab". Davide rimase profondamente addolorato per l'uccisione di Assalonne e levò lamenti come in giorno di lutto, anziché di trionfo per la battaglia vinta (2Sam 19:3).

## Figli
L'Antico Testamento è ambiguo sulla figliolanza di Assalonne. Nel II Libro di Samuele è detto: "Ad Assalonne nacquero tre figli ed una figlia, detta Tamar, che era donna di bell'aspetto", tuttavia nel medesimo libro si dice: "Ora Assalonne, mentre era in vita, si era eretta la stele che è nella Valle del re, perché diceva: «Io non ho un figlio che conservi un ricordo del mio nome»; chiamò quella stele con il suo nome e la si chiamò monumento di Assalonne fino ad oggi". Questo racconto è riportato dopo quello della morte di Assalonne, quindi la contraddizione potrebbe essere superata in quanto la Scrittura parla dei figli di Assalonne nel corso del racconto dei suoi contrasti con il padre Davide e quindi egli potrebbe effettivamente aver avuto i tre figli maschi allora, ma questi potrebbero essere tutti e tre deceduti nel frattempo.  Gli esegeti dell'interconfessionale Bibbia TOB ritengono, invece, che tale discrepanza sui figli di Assalonne sia dovuta a due diverse tradizioni in contraddizione.
Un "monumento di Assalonne" esiste tutt'oggi ed è vistabile nei pressi di Gerusalemme, nella Valle del Cedron. Si tratta però di una costruzione risalente al primo secolo dopo Cristo, quindi di molto posteriore all'epoca in cui visse il figlio di Davide.
Un'altra contraddizione riguarda la figlia femmina, che nel primo passo citato viene chiamata Tamar ma nel II Libro delle Cronache viene chiamata Maaca, come la nonna paterna. La citazione riguarda Roboamo, allorché si parla delle mogli del re di Giuda: "...prese Maaca, figlia di Assalonne, che gli partorì [...] Roboamo amò Maaca, figlia di Assalonne, più di tutte le altre mogli e concubine.". Anche nel I Libro dei re si dice "Egli [Abiam, figlio di Roboamo, n.d.r.] regnò tre anni in Gerusalemme. Sua madre si chiamava Maaca, figlia di Assalonne". È probabile un errore di interpretazione del nome da parte del cronista del II Libro di Samuele ed il nome esatto della figlia di Assalonne sarebbe in tal caso Maaca.